# Aleksandr Kerenskij
Aleksandr Fjodorovitj Kerenskij (russisk: Александр Фёдорович Керенский ; født 4. maj 1881 i Simbirsk, Det Russiske Kejserrige, død 11. juni 1970 i New York, USA) var en russisk politiker og den sidste regeringsleder inden Oktoberrevolutionen i 1917.

## Biografi
Aleksandr Kerenskij var søn af en rektor i byen Uljanovsk, der på det tidspunkt hed Simbirsk. Herfra stammede også Vladimir Lenin, som Kerenskijs far på et tidspunkt underviste. Aleksandr Kerenskij uddannede sig som jurist ved universitetet i Sankt Petersborg i 1904, og som advokat kom han til at forsvare flere revolutionære modstandere af zaren. I 1912 blev han valgt til dumaen som repræsentant for et moderat arbejderparti, De Socialrevolutionære. Som fremragende taler og intelligent parlamentariker blev han leder for den socialistiske opposition mod zar Nikolaj 2.'s regime.
Da februarrevolutionen brød ud i 1917 var det med Kerenskij som en af lederne, og han blev justitsminister i den provisoriske regering. Senere blev han også krigsminister og en af de centrale skikkelser i en socialistisk-liberal koalitionsregering. Som krigsminister tog han beslutningen om en offensiv mod den østrigsk-tyske sydflanke (senere kendt som Kerenskij-offensiven). Offensiven var indledningsvis en succes, men den blev slået tilbage med stor styrke, og den russiske hær led store tab. Det medførte kraftig kritik af Kerenskij sammen med forsøget på at føre liberale ideer ud i livet i militæret.
Koalitionsregeringen brød sammen i juli 1917, og Kerenskij blev nu premierminister. Han overtog endvidere posten som hærfører og senere andre poster i den sidste regering inden bolsjevikkernes magtovertagelse under oktoberrevolutionen. Revolutionen tvang Kerenskij på flugt, og han endte i Frankrig. Han boede i Paris til 1940, hvorefter han flygtede fra de tyske tropper til USA sammen med sin australske kone, som han var blevet gift med i 1939. Da hun i 1945 blev alvorligt syg, drog de til Australien for at være i nærheden af hendes familie til hendes død i februar 1946. Herefter vendte Kerenskij tilbage til USA, hvor han boede resten af sit liv. Her blev han underviser i russisk historie, hvorom han også skrev flere bøger samt holdt radioforedrag.